# Curley Money

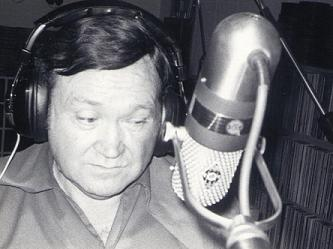
Curley Money

Curley Money (* 20. März 1925 in Halesburg, Alabama, als Robert Earnest Money; † 23. Dezember 2003 in Columbus, Georgia) war ein US-amerikanischer Rockabilly- und Country-Musiker sowie Gitarrist.

## Leben

### Kindheit und Jugend
Curley Moneys Geburtsjahr ist umstritten. Neben 1925 geben einige Quellen auch 1923 als sein Geburtsjahr an. Money war das jüngste von sechs Kindern und kurz nachdem zwei seiner Brüder begannen, ein Instrument zu spielen, bekam auch er eine Gitarre. Der junge Money träumte von einer Karriere als Country-Musiker.

### Karriere
Als junger Mann zog Money dann nach Columbus, Georgia. Auch hier ist das Jahr umstritten; laut Collin Escott verließ er schon 1942 Halesburg, laut Adam Komorowski erste acht Jahre später. Klar ist jedoch, dass Money in Columbus seine eigene Band, die Rhythm Ramblers, gründete und mit ihr im Programm des Senders WGBA auftrat und später auch seine eigene Fernsehshow auf WRBL-TV hatte. Neben ihm war auch Moneys Neffe Comer Mitglied der Gruppe, der in den 1960er-Jahren für die Labels seines Onkels Platten aufnehmen sollte. Die Rhythm Ramblers tourten auch durch die USA.
1956 gründete Money sein erstes Plattenlabel Rambler Records, auf dem im April desselben Jahres seine erste Single Playing The Game erschien. Der Song war (wie auch die B-Seite) war reiner Country; bereits im September 1956 machte Money Aufnahmen im Studio der Sun Records in Memphis, Tennessee. Sein einzig bekannter Titel dort war Chain Gang Charlie, ein Hillbilly Boogie der unveröffentlicht blieb. Während Money für sein eigenes Label weiterhin Country-Boogie-Stücke aufnahm, besuchte er in den nächsten Jahren weitere Male die Sun Studios. 1958 erschien auf dem Sublabel Suns Phillips International die Single The Frog / A Little Blue Bird Told Me, bei der Lee Mitchell als Sänger zu hören ist und Money lediglich mit einer Band Hintergrundmusiker ist. Bis Mitte der 1960er-Jahre fuhr er fort, auf seinen beiden Labels Rambler und Money Country und Rockabilly aufzunehmen.
In den 1970er-Jahren spielte Money einige Platten für Gold Standard Records in Nashville einzuspielen. Während der gesamten Zeit arbeitete er aber als Radiomoderator bei WHYD in Columbus, wo Money bis zu seinem Tode verweilte. Bereits 1985 wurde von Bison Bop eine LP mit zwölf seiner Songs veröffentlicht.

## Diskografie

### Singles
| Jahr                    | Titel                                                     | Anmerkungen                        |
| Rambler Records         | Rambler Records                                           | Rambler Records                    |
| ----------------------- | --------------------------------------------------------- | ---------------------------------- |
| 1956                    |                                                           |                                    |
| 195?                    |                                                           |                                    |
| 195?                    | Many Tears Ago / Tenderly I Love You                      |                                    |
| 1957                    | Gonna Rock / The Very First Time                          |                                    |
| 1959                    | Do You Thing We’ll Make It / I Thought I Was The Only One |                                    |
| 1959                    | Lazy Man / That’s My Darlin’                              |                                    |
| 1960                    | Two Hearts / Many Tears Ago                               |                                    |
| 1960                    | This Old Love / Careless Hands                            |                                    |
| 1960                    | This Old Love / Careless Hands                            | Wiederveröffentlichung             |
| 1961                    | Pins and Needles / Don’t Judge My Love                    |                                    |
| 1961                    | Bo Jangles Rock / I’m That Little Guy Called Joe          |                                    |
| 1962                    | Hurricane Rock / Blue Heart                               |                                    |
| 1962                    | Lovers Blues / Oh How I Love You                          |                                    |
| 1963                    | Shortnin’ Bread [!] / Time                                |                                    |
| 1964                    | Wire Guitar / Ho Bo                                       |                                    |
| Money Records           |                                                           |                                    |
| 196?                    | Lazy Man / That’s My Darlin’                              | Wiederveröffentlichung             |
| 1965                    | Honky Tonk Man / Wondering Love                           |                                    |
| 1965                    | White Lighting [!] / Little Things You Do                 |                                    |
| 1965                    | Little Queenie / Tears We’re Together                     |                                    |
| Judd Records            |                                                           |                                    |
| 19??                    | Gonna Rock / Wondering                                    |                                    |
| Gold Standard Records   |                                                           |                                    |
| 197?                    | ? /?                                                      |                                    |
| Unveröffentlichte Titel |                                                           |                                    |
|                         | Chain Gang Charlie                                        | Sun Records (nicht veröffentlicht) |

### Alben
- 1985: Curley Money (D)